# طلخک
طَلخَک (؟) دلقک دربار محمود غزنوی بود. واژهٔ دلقک در زبان فارسی برای اشاره به پیشهٔ او، از نامش برگرفته شده است. از مشهورترین حکایت‌ها دربارهٔ او این است که «زنش فرزندی زایید، سلطان محمود از او پرسید چه زاده است؟ گفت: از درویشان چه زاید، پسری یا دختری. سلطان گفت: مگر از بزرگان چه زاید!؟ طلخک گفت: چیزی زاید بی‌هنجارگوی و خانه برانداز.»